# Mooreobdella melanostoma
Mooreobdella melanostoma är en ringmaskart som beskrevs av Sawyer och Shelley 1976. Mooreobdella melanostoma ingår i släktet Mooreobdella och familjen hundiglar. Inga underarter finns listade i Catalogue of Life.